# Seia
Seia är en stad i norra Portugal med cirka 5 700 invånare. Seia är centralort i Seia kommun. Seia kommun hade 26 800 invånare år 2008.

## Freguesias
Seia indelas i 21 freguesias:

- Alvoco da Serra
- Carragozela e Várzea de Meruge
- Girabolhos
- Loriga
- Paranhos da Beira
- Pinhanços
- Sabugueiro
- Sameice e Santa Eulália
- Sandomil
- Santa Comba
- Santa Marinha e São Martinho
- Santiago
- Sazes da Beira
- Seia, São Romão e Lapa dos Dinheiros
- Teixeira
- Torrozelo e Folhadosa
- Tourais e Lajes
- Travancinha
- Valezim
- Vide e Cabeça
- Vila Cova à Coelheira